# Rudolf Fernau
Rudolf Fernau (* 7. Januar 1898 in München; † 4. November 1985 ebenda; eigentlich Andreas Rolf Neuberger) war ein deutscher Bühnen- und Filmschauspieler.

## Leben
Er war der Sohn des Hausmeisters Andreas Neuberger und seiner Ehefrau Karolina, geborene Steinbauer. Bevor Rudolf Fernau im Alter von 18 Jahren zum ersten Mal als Schauspieler auftrat, absolvierte er eine musikalische Ausbildung für Klavier und Geige. Wegen eines Überbeins am Handgelenk musste er seine musikalische Karriere aufgeben. Er nahm Schauspielunterricht bei Albert Steinrück und Matthieu Lützenkirchen. Seinen Künstlernamen erhielt er aufgrund eines Losentscheids nach einem Berliner Conférencier.
Nachdem er bereits 1916 am Stadttheater Ingolstadt aufgetreten war, debütierte er 1918 als Schüler im Urfaust am Stadttheater Regensburg. Seine nächsten Engagements erhielt er in Nürnberg (1919), an den Hamburger Kammerspielen (1920 bis 1922), in Leipzig (1922 bis 1924), am Preußischen Staatstheater Berlin (1924/25), am Deutschen Theater Berlin (1925/26) und am Schauspielhaus Düsseldorf (1926 bis 1928). Von 1926 bis 1929 gastierte er am Theater in der Josefstadt, bevor er ab 1929 Ensemblemitglied des Staatstheaters Stuttgart wurde.
Mit 38 Jahren erhielt Fernau 1936 eine Rolle in dem Film Verräter. Auch in seinem nächsten Film, Im Namen des Volkes (1938), spielte er einen dämonischen Mörder. Seine bekannteste Filmrolle während der Zeit des Nationalsozialismus war 1942 die des Dr. Crippen in dem Kriminalfilm Dr. Crippen an Bord. Fernau war NSDAP-Mitglied und wurde 1944, in der Endphase des Zweiten Weltkriegs, auf die Gottbegnadeten-Liste der Filmschauspieler des Reichsministerium für Volksaufklärung und Propaganda gesetzt, auf der diejenigen Schauspieler verzeichnet waren, die Goebbels meinte, für Propagandafilme zu benötigen.
Nach dem Zweiten Weltkrieg wurde Fernau bei der Entnazifizierung zunächst zu neun Monaten Gefängnis und lebenslangem Berufsverbot verurteilt, bei der Revision im Januar 1946 nur noch zu einer geringen Geldstrafe. 1947 bis 1949 spielte Fernau wieder am Staatstheater Stuttgart, 1949 bis 1953 am Staatstheater München und war ab 1953 zwanzig Jahre lang unter Boleslaw Barlog Ensemblemitglied der Städtischen Bühnen Berlin, wo er vor allem am Schlosspark- und Schillertheater große Erfolge feierte. Als er auch wieder Filmangebote erhielt, verkörperte er erneut das Image des häufig geistig verwirrten Unholds. Er spielte u. a. in Kinder, Mütter und ein General (1955) und in Gestehen Sie, Dr. Corda! (1958). In mehreren Edgar-Wallace-Filmen der 1960er Jahre war Rudolf Fernau ebenfalls zu sehen. Berühmt wurde Fernau beim Nachkriegspublikum auch mit Rollen in den Dr.-Mabuse-Verfilmungen Im Stahlnetz des Dr. Mabuse (1961) und Die unsichtbaren Krallen des Dr. Mabuse (1962).
Später trat der Schauspieler wieder vermehrt auf Theaterbühnen auf und war seltener in Filmrollen zu sehen. In der Simmel-Verfilmung Bis zur bitteren Neige (1975) und in der Fallada-Verfilmung Jeder stirbt für sich allein (1976) sowie in einigen Fernsehspielen und beim Hörfunk agierte er in von ihm gewohnten Rollen.
1972 veröffentlichte er seine Memoiren mit dem Titel Als Lied begann's. Lebenstagebuch eines Schauspielers.
Fernau wurde 1985 auf dem Friedhof Haidhausen in München beigesetzt.

## Auszeichnungen
- 1929 und 1936: Stuttgarter Staatsschauspieler
- 1957: Berliner Staatsschauspieler
- 1965: Bundesverdienstkreuz Erster Klasse
- 1979: Großes Bundesverdienstkreuz
- 1979: Filmband in Gold für langjähriges und hervorragendes Wirken im deutschen Film
- 1983: Thomas-Mann-Medaille und Ehrenmedaille der Stadt München

## Filmografie
- 1936: Verräter
- 1939: Im Namen des Volkes
- 1939: Der Vorhang fällt
- 1939: Brand im Ozean
- 1939: Der Weg zu Isabel
- 1940: Falschmünzer
- 1941: Auf Wiedersehn, Franziska
- 1941: Kameraden
- 1942: Vom Schicksal verweht
- 1942: Dr. Crippen an Bord
- 1944: Der Verteidiger hat das Wort
- 1944: Die Affäre Roedern
- 1944/49 Freitag, der 13.
- 1945: Der stumme Gast
- 1945/49: Die Nacht der 12
- 1949: Mordprozess Dr. Jordan
- 1951: Maria Theresia
- 1952: Mönche, Mädchen und Panduren
- 1952: Der große Zapfenstreich
- 1953: Königliche Hoheit
- 1953: Käpt’n Bay-Bay
- 1954: Hochstaplerin der Liebe
- 1954: Die Hexe
- 1954: Ludwig II.
- 1954: Weg in die Vergangenheit
- 1955: Kinder, Mütter und ein General
- 1955: Oberwachtmeister Borck
- 1956: San Salvatore
- 1956: Anastasia, die letzte Zarentochter
- 1956: Skandal um Dr. Vlimmen
- 1958: Gestehen Sie, Dr. Corda!
- 1959: Die Caine war ihr Schicksal (Fernsehfilm)
- 1959: Buddenbrooks (2 Teile)
- 1959: Ben Hur (als Synchronsprecher)
- 1960: Im Namen einer Mutter
- 1961: Unter Ausschluß der Öffentlichkeit
- 1961: Im Stahlnetz des Dr. Mabuse
- 1961: Die seltsame Gräfin
- 1962: Die unsichtbaren Krallen des Dr. Mabuse
- 1962: Jeder stirbt für sich allein (Fernsehfilm)
- 1963: Dumala (Fernsehfilm)
- 1963: Der Würger von Schloss Blackmoor
- 1963: Der Henker von London
- 1963: Piccadilly null Uhr zwölf
- 1967: Der Findling
- 1968: In den Schuhen des Fischers (als Synchronsprecher)
- 1969: Todesschüsse am Broadway
- 1969: Demetrius (Fernsehspiel)
- 1974: Karl May
- 1974: Das Land der Liebe (Fernsehfilm)
- 1975: Bis zur bitteren Neige
- 1976: Jeder stirbt für sich allein
- 1976: Die Elixiere des Teufels
- 1976: Die Fastnachtsbeichte (Fernsehfilm)
- 1977: Offene Rechnung (Fernsehserie Derrick)
- 1980: Sylvester (Fernsehserie Polizeiinspektion 1)
- 1981: Die Stunde der Mörder (Fernsehserie Derrick)
- 1982: Qualverwandtschaften (Fernsehfilm)

## Theater

### Schauspieler
- 1923: Bertolt Brecht: Baal (Erzähler) – Regie: Alwin Kronacher (Altes Theater Leipzig)
- 1924: George Bernard Shaw: Candida (Marchbanks) – Regie: Leopold Jessner (Schauspielhaus Berlin)
- 1924: Bertolt Brecht: Leben Eduards des Zweiten von England – Regie: ? (Schauspielhaus Berlin)
- 1925: Henrik Ibsen: John Gabriel Borkman – Regie: Erwin Kalser (Schauspielhaus Berlin)
- 1925: William Shakespeare: Der Widerspenstigen Zähmung – Regie: Ludwig Berger (Schiller Theater Berlin)
- 1925: George Bernard Shaw: Man kann nie wissen – Regie: Erich Engel (Deutsches Theater Berlin)
- 1926: Walter Hasenclever: Mord (Liebhaber) – Regie: Erich Engel (Deutsches Theater Berlin)
- 1926: Marieluise Fleißer: Fegefeuer in Ingolstadt – Regie: ? (Deutsches Theater Berlin)
- 1927: William Shakespeare: Viel Lärm um nichts (Claudio) – Regie: Erich Pabst (Harzer Bergtheater Thale)
- 1927: Friedrich Hebbel: Die Nibelungen (König Günther) – Regie: Erich Pabst (Harzer Bergtheater Thale)
- 1927: Marcel Achard: Wollen sie spielen mit mir? – Regie: Berthold Viertel (Düsseldorfer Schauspielhaus)
- 1950: Henrik Ibsen: Nora oder Ein Puppenheim – Regie: Jürgen Fehling (Residenztheater München)
- 1953: Christopher Fry: Der Erstgeborene – Regie: Paul Riedy (Residenztheater München)
- 1953: William Shakespeare: Richard III. – Regie: Karl-Heinz Stroux (Schiller Theater Berlin)
- 1955: Ferdinand Bruckner: Napoleon der Erste – Regie: Willi Schmidt (Schlosspark Theater Berlin)
- 1955: Friedrich Schiller: Kabale und Liebe (Präsident von Walter) – Regie: Hans Lietzau (Schiller Theater Berlin)
- 1955: Herman Wouk: Die Meuterei auf der Caine (Philip Francis Queeg) – Regie: Boleslaw Barlog (Schiller Theater Berlin)
- 1956: Carl Zuckmayer: Das kalte Licht (Nikolas Löwenschild) – Regie: Boleslaw Barlog (Schiller Theater Berlin)
- 1956: Ferdinand Raimund: Der Bauer als Millionär (Das hohe Alter) – Regie: Rudolf Steinboeck (Schiller Theater Berlin)
- 1956: Arthur Miller: Ein Blick von der Brücke (Mr. Allieri) – Regie: Leo Mittler (Schlosspark Theater Berlin)
- 1957: Seán O’Casey: Rote Rosen für mich (Reverend) – Regie: Leo Mittler (Schlosspark Theater Berlin)
- 1957: John Osborne: Blick zurück im Zorn – Regie: Boleslaw Barlog (Schlosspark Theater Berlin)
- 1957: Hans Henny Jahnn: Thomas Chatterton (Barrett) – Regie: Willi Schmidt (Schlosspark Theater Berlin)
- 1958: William Shakespeare: Der Sturm – Regie: Leonard Steckel (Theater am Kurfürstendamm Berlin)
- 1959: Edmond Rostand: Cyrano de Bergerac – Regie: Werner Düggelin (Schiller Theater Berlin)
- 1959: Pedro Calderón de la Barca: Das Leben ist ein Traum – Regie. Werner Düggelin (Schiller Theater Berlin)
- 1959: Friedrich Schiller: Die Verschwörung des Fiesco zu Genua – Regie: Rudolf Sellner (Schiller Theater Berlin)
- 1960: Aischylos: Die Perser – Regie: Boleslaw Barlog (Schiller Theater Berlin)
- 1960: Gerhart Hauptmann: Florian Geyer – Regie: Hans Lietzau (Schiller Theater Berlin)
- 1961: Eugene O’Neill: Hughi – Regie: Walter Henn (Schlosspark Theater Berlin)
- 1961: Erich Fried: Die Teufel – Regie: Hans Lietzau (Schiller Theater Berlin)
- 1961: Anton Tschechow: Der Kirschgarten – Regie: Bohumil Herlischka (Schlosspark Theater Berlin)
- 1961: Jean Anouilh: Bekett oder die Ehre Gottes – Regie: Willi Schmidt (Schiller Theater Berlin)
- 1962: William Shakespeare: Wie es euch gefällt – Regie: Boleslaw Barlog (Schiller Theater Berlin)
- 1962: Pedro Calderón de la Barca: Der Richter von Zalamea – Regie: Rudolf Sellner (Schiller Theater Berlin)
- 1962: Henrik Ibsen: Ein Volksfeind – Regie: Boleslaw Barlog (Schlosspark Theater Berlin)
- 1963: Jean Giraudoux: Judith – Regie: Axel Corti (Schlosspark Theater Berlin)
- 1964: Eugène Ionesco: Der König stirbt – Regie: Vlado Habunek (Schlosspark Theater Berlin)
- 1965: Harold Pinter: Die Heimkehr – Regie: Hans Schweikart (Schlosspark Theater Berlin)
- 1965: Johann Nestroy: Der böse Geist Lumpacivagabundus – Regie: Edwin Zbonek (Schiller Theater Berlin)
- 1965: Friedrich Schiller: Don Carlos – Regie: Rudolf Sellner (Schiller Theater Berlin)
- 1966: Johann Wolfgang von Goethe: Faust. Der Tragödie zweiter Teil – Regie: Ernst Schröder (Schiller Theater Berlin)
- 1966: Maxim Gorki: Barbaren – Regie: Boleslaw Barlog (Schlosspark Theater Berlin)
- 1967: Carl Zuckmayer: Des Teufels General – Regie: Heinz Hilpert (Schiller Theater Berlin)
- 1967: Ödön von Horváth: Geschichten aus dem Wiener Wald – Regie: Max Peter Ammann (Schiller Theater Berlin)
- 1967: William Shakespeare: Troilus und Cressida – Regie: Ernst Schröder (Schiller Theater Berlin)
- 1968: István Örkény: Familie Tót – Regie: Václav Hudeček (Schlosspark Theater Berlin)

### Regisseur
- 1943: Johann Nestroy: Das Mädl aus der Vorstadt (Württembergisches Staatstheater Stuttgart)